# Florimond Wagon
Florimond Wagon, né le 29 mars 1895 à Lallaing dans le Nord et mort pour la France au Mort-Homme dans le département de la Meuse, le 20 mai 1916, est un instituteur et écrivain français du XXe siècle. Son nom est inscrit au Panthéon dans la liste des 560 écrivains morts pour la France.

## Biographie
Florimond Joseph André Wagon, né le 29 mars 1895 à Lallaing, est le fils de Florimond Joseph Wagon (1870-1964), instituteur et de Lucie Dujardin (1873-1929).
Il entre à  l'Ecole normale d’instituteurs de Douai où il a pour professeur Jules Leroux et commence sa carrière comme instituteur adjoint à Winnezeele juste avant qu'éclate la Première Guerre mondiale.
En 1913, il  fonde Les Humbles, revue littéraire des primaires, avec des camarades de l'Ecole normale d’instituteurs de Douai. Il y publie des poèmes et des études sur « l’art social ». Parmi les fondateurs de la revue, on trouve Maurice Wullens qui écrira la biographie de Florimond Wagon dans l'Anthologie des écrivains morts à la guerre. Il utilise également le pseudonyme F. J. Wild Mag.
Dans une de ses lettres du front datée du 26 octobre 1915, on lit son analyse sur la propagande des journaux : « Ce que tu me dis des Allemands que tu as vus m'a fort intéressé. Il y a longtemps que je suis revenu des atrocités allemandes. Pas plus d'atrocités allemandes que d'atrocités françaises, mais des individus, ou des groupes d'individus atroces. J'ai vu achever un blessé allemand qui passait près de nous dans un boyau, et, en Argonne, nous avons retrouvé dans des tranchées reprises aussitôt, des blessés français qu'avaient pansés les soldats du Kaiser. Qu'on ne parle plus de kultur et de culture, d'atrocités, de sauvagerie d'une race, de perfection d'une autre race ! Cela me fait bien rire […] Quand je compare à la réalité les récits que l'on fait des actions auxquelles j'ai participé, du moral de l'armée, etc., j'en arrive à douter de l'histoire toute entière, et à la considérer comme une science bien factice ».
Caporal à la 11e compagnie du 151e régiment d'infanterie pendant la bataille de Verdun, il est tué le 20 mai 1916 au Mort-Homme à l'Ouest de Cumières,.

## Distinctions
- Croix de guerre 1914–1918, étoile de bronze
- Médaille militaire, à titre posthume, Journal officiel du 29 juillet 1921[9]

## Hommages
- Le nom de Florimond Wagon est inscrit au Panthéon dans la liste des 560 écrivains morts pour la France pendant la guerre de 1914-1918[10].
- Son nom figure sur le monument commémoratif de l'Institut national supérieur du professorat et de l'éducation de Douai et le monument aux morts de Winnezeele[11].

## Œuvres principales
- Les Contemporains : Paul Fort
- Jules Renard et son œuvre
- Les Soirs se suivent, poésies, 1913
- La Marne, Les Humbles, juin 1916